# 亚历山大·米库林

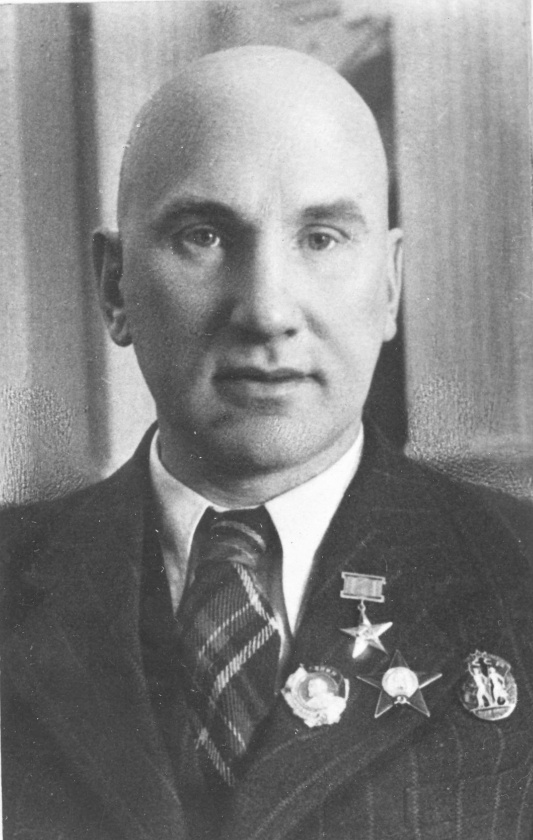

亚历山大·亚历山德罗维奇·米库林（1895年2月14日—1985年5月13日），苏联飞机发动机设计工程师，米库林设计局负责人。苏联科学院院士。

## 生平
其舅舅是俄羅斯著名航空工程理论家尼古拉·叶戈罗维奇·茹科夫斯基，米庫林年幼時在其舅家中成長。高中畢業後，米庫林在1912年進入基輔理工學院就讀，但因缺乏學費無法畢業。1914年，米庫林到里加的俄羅斯波羅的海汽車製造廠工作，並在該工廠從機械技工晉升到組裝副工程師，後轉學到莫斯科的帝國理工學院就讀，並結識俄國發明家兼工程師鮑里斯·斯捷奇金，並在他的團隊中完成俄羅斯第一具飛機發動機AMBS-1。1923年，米庫林從學院畢業。
畢業後，在斯捷奇金的引領下米庫林進入汽車科學實驗室工作，在1925年成為該實驗室的首席設計師。
由於米庫林學習過英語與德語，1926年起米庫林藉由分析胡戈·容克斯的技術論文資料，製造出稱為M-13的飛機引擎，AM-13為一台V型12汽缸的引擎，在轉速2,150rpm的工作轉速下可以製造800匹馬力的動力。藉由在引擎領域的一系列工程實績，米庫林被上層重視，並調其蘇聯中央航空發動機工程研究院（CIAM）擔任該院首席設計師，繼續飛機引擎開發。轉入CIAM後，米庫林率領團隊開發米庫林AM-34引擎，該引擎為蘇聯在1930年代具有指標性意義的液冷活塞發動機，並在許多不同機種上運用。隨後米庫林與其團隊為了引擎開發增壓器、變速箱等配套裝備，使引擎在性能上更加精進。
由於AM-34的成果，米庫林被調往24號工廠（未來的禮炮公司）擔任總負責人，同時在茹科夫斯基空軍工程學院與俄羅斯高等技術學校執教。
米庫林在蘇聯航空發動機業界締造的傲人成就，1936年蘇共中央同意米庫林自行組件個人設計室，該設計室在1937年研發AM-37引擎，該引擎為蘇聯第一款為了高空作戰而研製的引擎。而後，米庫林與其率領的設計室研製出AM-38引擎，該引擎為二戰中伊爾-2攻擊機的動力來源。
1943年，蘇聯航空工業部在莫斯科成立米库林航空发动机设计局與配套的發動機生產工廠，設計局稱為第300設計局、工廠則稱為第300工廠，米庫林同時兼任兩間單位的最高负责人。米庫林設計局成立後，除了既有的活塞發動機研製，也開始摸索噴射發動機。
第二次世界大戰末期，蘇聯啟動奧索維亞欣行動，將一部份德國航空工程師帶回蘇聯，其中包括在容克斯研究噴射發動機的工程師布魯諾夫·巴德。藉由布魯諾夫等德國工程師的技術資料與工程指導，以及米庫林與圖曼斯基等設計局內工程師的技術吸收，米庫林設計局在1952年研製了米庫林AM-3渦輪噴射發動機，讓蘇聯在軸流式發動機技術上完成跨越。
1954年，米庫林加入蘇聯共產黨，1955年1月10日由于超高音速发动机路线之争被解职，被其設計局的副總設計師谢尔盖·图曼斯基給替代。米庫林設計局也因此更名為圖曼斯基設計局。在政治鬥爭中失敗的米庫林被調入蘇聯科學院發動機實驗室繼續進行航空工程研究，直到1959年因健康問題辭職。

## 发动机
- M-17（英语：Mikulin M-17）- BMW VI built under licence
- AM-34（英语：Mikulin AM-34）1929年至1932年 苏联第一种液冷航空发动机，900马力。ANT-25飞机从苏联穿过北冰洋直飞美国。
- AM-35（英语：Mikulin AM-35）1939年，大功率高空发动机，1200马力，伊尔-2、米格-3早期都装此发动机
- AM-37（英语：Mikulin AM-37）
- AM-38（英语：Mikulin AM-38）1600马力，适合于伊尔-2在低高度作战。AM-38Ф是伊尔-2战时的主力发动机。
- AM-39
- AM-42（英语：Mikulin AM-42）
- AM-43（英语：Mikulin AM-43）- high-altitude engine, used on Tupolev Tu-1
- AM-44（英语：Mikulin AM-44）
- AM-45（英语：Mikulin AM-45）
- AM-46（英语：Mikulin AM-46）
- AM-47（英语：Mikulin AM-47）
- AM-2（英语：Mikulin AM-2）
- AM-3/RD-3（英语：Mikulin AM-3）“阿爱姆-3”：苏联第一种喷气客机引擎。1951年4月27日，图-16飞机首飞。
- AM-5（英语：Mikulin AM-5）1951年5月研制出AM-3的改进型号。
- AM-5（英语：Tumansky RD-9）- 改名为RD-9（“阿尔德-9”）。苏联第一款轴流式喷气发动机。装备第一种超音速歼击机米格-19
- AM-5（英语：Mikulin AM-5） 2倍音速的发动机